# Инвариантная плоскость
Инвариантная плоскость, инвариантная плоскость Лапласа — плоскость, проходящая через центр масс планетной системы и перпендикулярная ее суммарному вектору момента импульса. В Солнечной системе, в отличие от плоскостей экватора и эклиптики, эта плоскость постоянна и не меняется со временем.

## История термина
Инвариантную плоскость в 1789 году ввёл Пьер Симон Лаплас и предложил её использовать как основную плоскость при описании Солнечной системы из-за того, что она неизменна, в отличие от экватора и эклиптики.
Однако, плоскость эклиптики всё равно используется чаще, так как её положение определить проще, чем положение инвариантной плоскости.
Также существует другая плоскость Лапласа, которая относится к орбитам спутников планет.

## В Солнечной системе
В суммарный момент импульса Солнечной системы 61% вклада вносит Юпитер, и плоскость его орбиты всегда отклонена менее чем на 0,5°. Вместе планеты-гиганты — Юпитер, Сатурн, Уран и Нептун — вносят 98% вклада. Несмотря на то, что сама плоскость неподвижна, если не влияют внешние силы, углы наклона планет к ней могут меняться из-за их взаимодействия друг с другом. 
| Планеты земной группы | Меркурий | 7,01°  | 3,38°  | 6,34°  |
| Планеты земной группы | Венера   | 3,39°  | 3,86°  | 2,19°  |
| Планеты земной группы | Земля    | 0      | 7,155° | 1,57°  |
| Планеты земной группы | Марс     | 1,85°  | 5,65°  | 1,67°  |
| Планеты-гиганты       | Юпитер   | 1,30°  | 6,09°  | 0,32°  |
| Планеты-гиганты       | Сатурн   | 2,49°  | 5,51°  | 0,93°  |
| Планеты-гиганты       | Уран     | 0,77°  | 6,48°  | 1,02°  |
| Планеты-гиганты       | Нептун   | 1,77°  | 6,43°  | 0,72°  |
| Другие объекты        | Плутон   | 17,12° | 11,88° | 15,55° |
| Другие объекты        | Церера   | 10,62° | —      | 9,20°  |
| Другие объекты        | Паллада  | 35,06° | —      | 34,43° |
| Другие объекты        | Веста    | 5,58°  | —      | 7,13°  |